# Ilex inundata
Ilex inundata é um gênero de plantas com flores. Foi descrito pela primeira vez por Eduard Friedrich Poeppig e Reiss. Ilex inundata pertence ao gênero Ilex, e à família Aquifoliaceae.
Este tipo de planta pode ser encontrado em:
- Colômbia
  - Amazonas
  - Departamento de Antioquia
  - Departamento de Meta
  - Departamento de Santander
  - Departamento de Vaupés
  - Departamento de Vichada
- Peru
- Equador
- Suriname
- talvez Guiana
- norte do Brasil
  - Pará
  - Amazonas
  - Acre
- Bolívia
  - El Beni
  - Departamento de Cochabamba
  - Santa Cruz

Não há tipos listados como este.